# Ква
Ква (новые ква, или западные ква) — семья языков в составе нигеро-конголезской макросемьи. Распространены в южно-центральной части Западной Африки: на юго-востоке Кот-д’Ивуара, на юге и в центре Ганы, на юге Того и Бенина. В состав семьи помимо прочих входят аканские языки.

## История изучения
Термин «ква» предложил в 1885 году немецкий языковед Готтлиб Краузе (во многих языках данной семьи этот корень означает просто «люди»), позднее его использовали Вестерманн (1952) и Гринберг (1963).
Состав группы менялся в различных классификационных схемах. В классификации языков ква Дж. Гринберга было 8 ветвей, из которых П. Беннетт и Я. Стерк (1977) выделили в отдельные семьи языки кру и иджоидные языки, а йорубоидную, нупоидную, эдоидную, идомоидную и игбоидную ветви объединили с бенуэ-конголезскими языками. Оставшиеся языки первое время называли «новые ква» (с тем, чтобы не путать их с понятием, которое использовалось до 1970-х годов). Таким образом в современном понимании языки ква («новые ква») соответствуют гринберговской ветви западных ква.

## Классификация
В семью ква включают следующие ветви (около 80 языков):
1. авикам-аладьянская — языки авикам[англ.] и алладьян[англ.]
2. агнеби — 3 языка: абе, адьюкру и абиджи
3. Аттие — 1 язык
4. га-дангме — языки га и дангме (адангме)
5. гбе с группами аджа (6 языков), фон (2 языка) и 13 отдельными языками (в том числе эве)
6. эга — 1 язык, иногда включается в состав ветви поту-тано
7. поту-тано (йи) с 2 подветвями:
  - поту — 2 языка: тьяма (эбрие) и мбато;
  - тано (вольта-комоэ):
    - кробу — 1 язык
    - западная группа (оно) — 2 языка: абуле и бети (эотиле)
    - гуанская группа (16 языков)
    - центральная группа:
      - аканская подгруппа — языки акан (чви-фанти) с диалектными группами чви и фанти, аброн, васа;
      - подгруппа биа — 8 языков, включая нзима, ануфо

  - ании-адере (басила-аделе)
  - логба-лелеми — 5 языков:
    - логба
    - лелеми-акпафу-ликпе-сантрокофи
8. кебу-анимере
9. аватиме-кпосо с группами кпосо-иго (4 языка — в том числе иго) и аватиме-ньянгбо (3 языка).

К языкам ква относят также вымерший язык эсума, место которого в их классификации неясно.
Применяемое иногда деление всех ветвей на группировки ньо и левобережную делается исключительно на географическом основании.
Число говорящих  на языках ква составляет около 21 млн. чел. (по оценке на 2008 г), в т. ч. около 10 млн. – на языке акан и 4 млн. – на языке эве.

## Письменность
Письменность для некоторых языков ква была введена миссионерами в сер. XIX века на основе латинского алфавита. На многих языках ведётся преподавание в начальной школе, есть учебная, религиозная литература, записи легенд. На крупных языках (акан, эве, га) ведётся радиовещание, издаётся пресса, художественная литература.